# 晋寿郡
晋寿郡（晋壽郡、しんじゅ-ぐん）は、中国にかつて存在した郡。東晋から隋初にかけて、現在の四川省広元市一帯に設置された。

## 概要
390年（東晋の太元15年）、梁州刺史の周瓊の上表により梓潼郡の北部を分割して晋寿郡が立てられた。晋寿郡は梁州に属し、郡治は晋寿県に置かれた。
南朝宋のとき、益州に南晋寿郡が僑置かれた。南晋寿郡は晋寿・白水・南興・興安の4県を管轄した。
南朝斉のとき、南晋寿郡は南晋寿・白水・南興の3県を管轄した。
北魏のとき、益州に東晋寿郡と西晋寿郡が置かれた。東晋寿郡は黄・石亭・晋安・晋寿の4県を管轄した。西晋寿郡は陰平県1県を管轄した。
515年（天監14年）、任令宗が北魏の晋寿郡太守を殺して南朝梁に降った。晋寿郡は黎州に属した。
553年（廃帝2年）、西魏が蕭紀を攻撃し、晋寿郡を奪った。晋寿郡は利州に属した。
583年（開皇3年）、隋が郡制を廃すると、晋寿郡は廃止されて、利州に編入された。607年（大業3年）に州が廃止されて郡が置かれると、利州が義城郡と改称された。義城郡は綿谷・益昌・義城・葭萌・歧坪・景谷・嘉川の7県を管轄した。
618年（武徳元年）、唐により義城郡は利州と改められた。742年（天宝元年）、利州は益昌郡と改称された。758年（乾元元年）、益昌郡は利州と改称された。

## 僑置晋寿郡

### 南晋寿郡
本節では、現在の四川省彭州市一帯に設置された南晋寿郡について述べる。南朝宋のとき、南晋寿郡が置かれた。南晋寿郡は益州に属し、晋寿・白水・南興・興安の4県を管轄した。南朝斉のとき、南晋寿郡は南晋寿・白水・南興の3県を管轄した。

### 東晋寿郡
南朝斉のとき、東晋寿郡があった。東晋寿郡は梁州に属したが、属県の記録は残っていない。